# Rhodostrophia vartianae
Rhodostrophia vartianae är en fjärilsart som beskrevs av Edward P. Wiltshire 1966. Rhodostrophia vartianae ingår i släktet Rhodostrophia och familjen mätare. Inga underarter finns listade.